# ケヴィン・ファーレイ
ケヴィン・ファーレイ（Kevin Farley, 1965年6月8日 - ）は、アメリカ合衆国出身の俳優である。

## 出演作品

### テレビ
- ラリーのミッドライフ★クライシス
- ザット'70sショー

### 映画
- わんぱくバディーズ ダイヤ泥棒をやっつけろ!（バド）
- 最終突撃取材計画!
- 保険調査員フランク25
- ビバリーヒルズ・ニンジャ